# Qualificazioni al campionato mondiale di calcio 2014 - Interzona
Il sorteggio si è effettuato a Rio de Janeiro il 30 luglio 2011.
L'andata si è giocata il 13 novembre, il ritorno il 20 novembre 2013.
Le quattro squadre che hanno partecipato ai play-off interzona erano la Giordania, l'Uruguay, il Messico e la Nuova Zelanda.

## Spareggio CONMEBOL-AFC
| Squadra 1 | Totale | Squadra 2 | Andata | Ritorno |
| --------- | ------ | --------- | ------ | ------- |
| Giordania | 0 – 5  | Uruguay   | 0 – 5  | 0 – 0   |

| Arbitro: | Svein Oddvar Moen |

|  |           |                                                               |
|  | Marcatori | 22’ Pereira 42’ Stuani 69’ Lodeiro 78’ Rodríguez 90+2’ Cavani |

| Montevideo 20 novembre 2013, ore 21:00 UTC-2 | Uruguay        | 0 – 0 referto | Giordania | Stadio del Centenario (62 000 spett.)\| Arbitro: \| Jonas Eriksson \| |
| Arbitro:                                     | Jonas Eriksson |               |           |                                                                       |

## Spareggio CONCACAF-OFC
| Squadra 1 | Totale | Squadra 2     | Andata | Ritorno |
| --------- | ------ | ------------- | ------ | ------- |
| Messico   | 9 – 3  | Nuova Zelanda | 5 – 1  | 4 – 2   |

| Arbitro: | Viktor Kassai |

|                                                      |           |           |
| Aguilar 32’ Jiménez 40’ Peralta 48’, 80’ Márquez 84’ | Marcatori | 85’ James |

| Arbitro: | Felix Brych |

|                             |           |                                |
| James 80’ (rig.) Fallon 82’ | Marcatori | 14’, 29’, 33’ Peralta 86’ Peña |